# Leptailurus serval constantinus
 (septembre 2018).
Si vous disposez d'ouvrages ou d'articles de référence ou si vous connaissez des sites web de qualité traitant du thème abordé ici, merci de compléter l'article en donnant les références utiles à sa vérifiabilité et en les liant à la section « Notes et références ».
Serval d'Afrique du Nord
Sous-espèce
Statut de conservation UICN

 LC  : Préoccupation mineure
Statut CITES
Leptailurus serval constantinus, le Serval d'Afrique du Nord, est une sous-espèce de serval très rare. Deux individus ont été repérés le 26 juin 2019.

## Répartition
On le trouve dans le Nord de l'Algérie et dans le Sud-Ouest du Maroc.

## Population
On estime qu'il en reste moins de cinq individus.[réf. nécessaire]

## Systématique
Le nom valide complet (avec auteur) de ce taxon est Leptailurus serval constantinus (Forster, 1780).
L'espèce a été initialement classée dans le genre Felis sous le protonyme Felis constantina Forster, 1780.
Leptailurus serval constantinus a pour synonyme :
- Felis constantina Forster, 1780